# Cylichnoides
Cylichnoides is een geslacht van weekdieren uit de klasse van de Gastropoda (slakken).

## Soorten
- Cylichnoides densistriatus (Leche, 1878)
- Cylichnoides occultus (Mighels & C. B. Adams, 1842)
- Cylichnoides scalptus (Reeve, 1855)
- Cylichnoides validus (Leche, 1878)